# Actinote zarayaquilionis
Actinote zarayaquilionis är en fjärilsart som beskrevs av Embrik Strand 1916. Actinote zarayaquilionis ingår i släktet Actinote och familjen praktfjärilar. Inga underarter finns listade i Catalogue of Life.